# Atocha
Estación de Atocha (formellt Estación de Madrid Puerta de Atocha) är Spaniens största järnvägsstation och staden Madrids centralstation.
Atocha är fysiskt delad i två separata järnvägsstationer som samverkar. Den ena, Madrid-Puerta de Atocha varifrån AVE-tågen utgår, är navet i det spanska höghastighetsjärnvägsnätet och sköter all fjärrtrafik söderut. Den andra, Madrid-Atocha Cercanías, har hand om all pendel- och regionaltågstrafik men även fjärrtrafik mot norra Spanien samt Madrid Chamartín.
Atochastationen är belägen drygt 1,5 km sydöst om Puerta del Sol i kvarteret Atocha, distriktet Arganzuela.

## Historia
Atochastationen, som konstruerades för järnvägskompaniet "Compañía de los Ferrocarriles de Madrid a Zaragoza y Alicante, MZA" (Madrid – Zaragoza – Alicante), invigdes den 9 februari 1851 med namnet Estación de Mediodía. Det var den första järnvägsstationen i Madrid.
En brand förstörde en stor del av byggnaden. 1888 påbörjades arbete med den nya stationen, under ledning av Alberto de Palacio, en medarbetare till Gustave Eiffel, vilket pågick under fyra år. Byggnadens hall har en längd av 152 meter och en spännvidd på 40 meter. Taket av järn konstruerades i Belgien med ett byggnadssystem för den fasta konstruktionen av typ De Dion. Byggnaden förblev stängd på den sida som vetter mot rondellen “Emperador Carlos V“, från vilken man ser den karakteristiska fasaden.
En större ombyggnad och modernisering av stationen företogs mellan åren 1985 och 1992 (då den gamla stationen togs ur drift) och är ett verk av arkitekten Rafael Moneo. Målet med ombyggnaden var att fyrfaldiga stationens kapacitet genom att skapa en stor knutpunkt som skulle fånga upp såväl närtrafiken (“Cercanías“) som tåg på längre tåglinjer, bland dessa höghastighetstågen till Sevilla (AVE), Madrids tunnelbana och bussar samt ge möjlighet till parkering. De nya byggnaderna utformades som en ny terminal som var belägen bakom den gamla stationen, med låg höjd för att inte konkurrera visuellt med den. Den gamla byggnaden, som redan var utan perronger, omvandlades till ett kommersiellt utrymme med affärer, barer, diskoteket Ananda och en övertäckt tropisk trädgård.
I takt med att det spanska höghastighetsjärnvägsnätet vuxit har Atochastationen åter blivit för liten varför en ny ombyggnad inleddes i juni 2009 med avsikten att Madrid-Puerta de Atocha som är den delen av stationen som har hand om fjärrtrafiken inte ska drabbas av kapacitetsproblem. Utbyggnaden innebär bland annat att stationen separerar avgående och ankommande passagerare. Man bygger även en ny station under den befintliga för de tåg som ska fortsätta norrut genom den nya järnvägstunneln som byggs mellan Atocha och Chamartín. Tunneln, som byggdes med rekordfart under fyra månader, var färdig på hösten 2019.

## Attentatet i Madrid, 2004

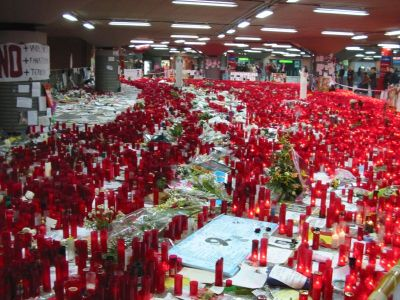
Dagarna efter attentatet.

Atochastationen blev tillsammans med stationerna Pozo i Vallecas och Santa Eugenia en av de platser där terrorister den 11 mars 2004 sprängde 10 bomber på fyra pendeltåg. Totalt dödades 191 personer. 
Under de efterföljande veckorna samlades människor på stationen och lade dit minnesföremål efter offren och täckte golvet med vaxljus och väggarna med meddelanden.
2007 invigdes ett monument i vars inre man har samlat de böner, på olika språk, som lämnades på stationen. Monumentet är i glas och är beläget framför den nya fasaden.

## Museitåg
Från stationen avgår även det så kallade Tren de la fresa (spanska: "Jordgubbståget"), ett museitåg med ånglok och vagnar från tidigt 1900-tal. Tåget går på sträckan Atocha–Aranjuez, vilken var den tredje järnvägssträckan i Spanien, invigd den 9 februari 1851. Själva namnet Jordgubbståget har följt med sedan järnvägen byggdes, då den användes för att transportera jordbruksprodukter – bland annat just jordgubbar. Den första spanska järnvägen byggdes på Kuba, då koloni till Spanien, och den andra som samtidigt var den första på fastlandet byggdes i Katalonien.